# Artistry
Artistry là thương hiệu mỹ phẩm và chăm sóc da, thuộc sở hữu của Amway có trụ sở chính tại Ada, Michigan, và được bán thông qua Amway Business Owners tại hơn 50 quốc gia và vùng lãnh thổ trên toàn thế giới.

## Nền tảng
Edith Rehnborg, vợ của nhà sáng lập Nutrilite Carl Rehnborg, thành lập Edith Rehnborg Cosmetics vào năm 1968, sau này trở thành Artistry. Năm 1972, Nutrilite hợp nhất với Amway, qua đó trao cho Amway quyền kiểm soát thương hiệu Artistry. Thương hiệu đã mở rộng ra thị trường quốc tế sang Úc, Hồng Kông, Malaysia, Pháp, Hà Lan, Vương quốc Anh và Tây Đức.
Năm 1980, các sản phẩm Artistry được sản xuất tại Nutrilite ở California và đến năm 1995 chúng cũng được sản xuất tại cơ sở Amway Trung Quốc. Trong những năm qua, Artistry đã mở rộng danh mục sản phẩm. Tính đến năm 2000, phạm vi Artistry bao gồm hơn 400 sản phẩm.

## Quan hệ đối tác
Trong tháng 5 năm 2007, Artistry Cosmetics là thương hiệu chăm sóc da và mỹ phẩm chính thức tài trợ cho sự kiện Skate Canada và đội tuyển quốc gia Skate Canada. Năm 2008, thương hiệu hợp tác với nữ diễn viên Sandra Bullock làm gương mặt đại diện cho Artistry Creme LuXury. Năm 2010, Artistry và Amway là nhà tài trợ cho Hoa hậu Mỹ. Thương hiệu cũng đã hợp tác với các sự kiện bao gồm lễ trao giải Oscar, Tuần lễ thời trang New York, Liên hoan phim quốc tế Busan, và các cá nhân như Teresa Palmer  và Rick DiCecca.

## Giải thưởng và chứng nhận
Dòng sản phẩm chăm sóc da Artistry Essentials đã giành chiến thắng trong Cuộc thi Đóng gói năm 2007 của AmeriStar trong hạng mục Hỗ trợ chăm sóc sức khỏe & sắc đẹp  Artistry Créme Luxury (còn được gọi là Créme L / X) đã giành được hạng mục Uy tín về Chăm sóc Da tại Giải thưởng Thiết kế Bao bì Quốc tế (IPDA) năm 2008  và được đề cử vào chung kết hạng mục Sản phẩm chăm sóc da mới tốt nhất của năm tại Giải thưởng Sắc đẹp Vương quốc Anh năm 2009.